# Jelajah Malaysia
Jelajah Malaysia es una vuelta ciclista de siete etapas que se celebra cada año en Malasia. 
Se creó en 1999. Desde la creación de los Circuitos Continentales UCI forma parte del UCI Asia Tour, dentro de la categoría 2.2 (última categoría del profesionalismo).

## Palmarés

### Clasificación general individual (jersey rojo)
| Año  | Ganador           | Segundo           | Tercero            |
| ---- | ----------------- | ----------------- | ------------------ |
| 1999 | Peter Jörg        | -                 | -                  |
| 2000 | Rafael Chyla      | -                 | -                  |
| 2001 | Tommy Evans       | -                 | -                  |
| 2002 | Simone Mori       | -                 | -                  |
| 2003 | Hidenori Nodera   | Wawan Setyobudi   | -                  |
| 2004 | Suhardi Hassan    | -                 | -                  |
| 2007 | Mahdi Sohrabi     | Hossein Askari    | Thomas Just        |
| 2008 | Tonton Susanto    | Ghader Mizbani    | Fredrik Johansson  |
| 2009 | Timothy Roe       | Jai Crawford      | Ghader Mizbani     |
| 2010 | David McCann      | Takumi Beppu      | Amir Rusli         |
| 2011 | Mahdi Sohrabi     | David McCann      | Ioannis Tamouridis |
| 2012 | Yusuf Abrekov     | Jai Crawford      | Yasuharu Nakajima  |
| 2013 | Sea Keong Loh     | Sergey Kuzmin     | Kyrill Pozdnyakov  |
| 2014 | Rafaâ Chtioui     | Adil Jelloul      | Angus Morton       |
| 2015 | Francisco Mancebo | Andrea Palini     | King Lok Cheung    |
| 2016 | Arvin Moazemi     | Amir Kolahdozhagh | Hossaini Reza      |
| 2017 | Brendon Davids    | Víctor Niño       | Rustom Lim         |

### Clasificación sprints (jersey azul)
| Año  | Ganador                      | Equipo                                   |
| ---- | ---------------------------- | ---------------------------------------- |
| 1999 | -                            | -                                        |
| 2000 | -                            | -                                        |
| 2001 | -                            | -                                        |
| 2002 | -                            | -                                        |
| 2003 | -                            | -                                        |
| 2004 | -                            | -                                        |
| 2007 | Anuar Manan                  | LeTua Cycling Team                       |
| 2008 | Anuar Manan                  | LeTua Cycling Team                       |
| 2009 | Anuar Manan                  | Islamic Azad University Continental Team |
| 2010 | Malcolm Lange                | Medscheme Cycling Team                   |
| 2011 | Hariff Salleh                | Terengganu Pro Asia Cycling Team         |
| 2012 | Adiq Husainie Othman         | Malaysia Development Team                |
| 2013 | Mohd Harrif Saleh            | Terengganu Pro Asia Cycling Team         |
| 2014 | Mohd Harrif Saleh            | Terengganu Pro Asia Cycling Team         |
| 2015 | Andrea Palini                | Sky Dive Dubai                           |
| 2016 | Park Sung-Baek               | KSPO                                     |
| 2017 | Nur Amirul Fakhruddin Mazuki | Terengganu                               |

### Rey de la montaña (Jersey de lunares rojos)
| Año  | Ganador                      | Equipo                               |
| ---- | ---------------------------- | ------------------------------------ |
| 1999 | -                            | -                                    |
| 2000 | -                            | -                                    |
| 2001 | -                            | -                                    |
| 2002 | -                            | -                                    |
| 2003 | -                            | -                                    |
| 2004 | -                            | -                                    |
| 2007 | Ghader Mizbani               | Giant Asia Racing Team               |
| 2008 | Hossein Askari               | Tabriz Petrochemical Team            |
| 2009 | Abbas Saeiditanha            | Islamic Azad University Cycling Team |
| 2010 | Matnur                       | Polygon Sweet Nice Cycling Team      |
| 2011 | Adiq Husainie Othman         | Malaysia Development Team            |
| 2012 | Dadi Suryadi                 | Putra Perjuangan                     |
| 2013 | Mohamed Zamri Salleh         | Terengganu Pro Asia Cycling Team     |
| 2014 | Dani Lesmana                 | Pegasus                              |
| 2015 | Nur Amirul Fakhruddin Mazuki | Terengganu Pro Asia Cycling Team     |
| 2016 | Amir Kolahdozhagh            | Pishgaman Giant Team                 |
| 2017 | Jahir Pérez                  | Sapura                               |

### Clasificación general individual entre ciclistas malayos (Jersey Blanco)
| Año  | Ganador                 | Equipo                                  |
| ---- | ----------------------- | --------------------------------------- |
| 1999 | -                       | -                                       |
| 2000 | -                       | -                                       |
| 2001 | -                       | -                                       |
| 2002 | -                       | -                                       |
| 2003 | -                       | -                                       |
| 2004 | -                       | -                                       |
| 2007 | Suhardi Hassan          | Kuala Lumpur Cycling Team               |
| 2008 | Suhardi Hassan          | Kuala Lumpur Cycling Team               |
| 2009 | Muhamad Rauf Nur Misbah | Team Malaysia                           |
| 2010 | Amir Mustafa Rusli      | Team Malaysia                           |
| 2011 | Amir Mustafa Rusli      | Royal Malaysia Police                   |
| 2012 | Adiq Husainie Othman    | Malaysia Development Team               |
| 2013 | Loh Sea Keong           | OCBC Singapore Continental Cycling Team |
| 2014 | Muhd Shaiful Anuar Azis | Terengganu Pro Asia Cycling Team        |
| 2015 | Muhd Shaiful Anuar Azis | Terengganu Pro Asia Cycling Team        |
| 2016 | Jesse Ewart             | 7 Eleven-Sava RBP                       |

### Clasificación general por equipos
| Año  | Equipo                          |
| ---- | ------------------------------- |
| 1999 | -                               |
| 2000 | -                               |
| 2001 | -                               |
| 2002 | -                               |
| 2003 | -                               |
| 2004 | -                               |
| 2007 | Giant Asia Racing Team          |
| 2008 | Tabriz Petrochemical Team       |
| 2009 | Tabriz Petrochemical Team       |
| 2010 | LeTua Cycling Team              |
| 2011 | Tabriz Petrochemical Team       |
| 2012 | Putra Perjuangan                |
| 2013 | Synergy Baku Cycling Project    |
| 2014 | Sky Dive Dubai Pro Cycling Team |
| 2015 | Sky Dive Dubai Pro Cycling Team |
| 2016 | Pishgaman Giant Team            |

## Palmarés por países
| País      | Victorias |
| --------- | --------- |
| Irán      | 3         |
| Malasia   | 2         |
| Alemania  | 1         |
| Irlanda   | 1         |
| Italia    | 1         |
| Japón     | 1         |
| Suiza     | 1         |
| Indonesia | 1         |
| Australia | 1         |
| Túnez     | 1         |
| España    | 1         |
| Sudáfrica | 1         |